# Anton Dudčenko
Anton Romanovyč Dudčenko (in ucraino Антон Романович Дудченко?; Sumy, 17 dicembre 1996) è un biatleta ucraino.

## Biografia
Ha esordito in Coppa del Mondo il 1º dicembre 2019 a Östersund (51º in una sprint) e ai campionati mondiali ad Anterselva 2020 (60º nella sprint, 60º nell'inseguimento e 68º nell'individuale). L'anno dopo ai mondiali di Pokljuka 2021 si è classificato 78º nella sprint, 46º nell'individuale e 5º nella staffetta. Ha rappresentato per la prima volta l'Ucraina ai Giochi olimpici invernali a Pechino 2022, piazzandosi 60º nella sprint, 23º nell'inseguimento, 50º nell'individuale e 9º nella staffetta; ai Mondiali di Oberhof 2023 si è classificato 21º nella sprint, 20º nell'inseguimento, 25º nella partenza in linea, 42º nell'individuale, 13º nella staffetta e 10º nella staffetta mista, a quelli di Nové Město na Moravě 2024 si è piazzato 39º nella sprint, 25º nell'inseguimento, 29º nell'individuale, 20º nella partenza in linea e 13º nella staffetta e a quelli di Lenzerheide 2025 è stato 35º nella sprint, 47º nell'inseguimento, 50º nell'individuale, 8º nella staffetta, 8º nella staffetta mista e 20º nella staffetta mista individuale. Il 9 marzo dello stesso anno ha conquistato il primo podio in Coppa del Mondo, nella staffetta disputata a Nové Město na Moravě (3º).

## Palmarès

### Europei
- 1 medaglia:
  - 1 argento (individuale a Lenzerheide 2023)

### Coppa del Mondo
- Miglior piazzamento in classifica generale: 35º nel 2023
- 1 podio (a squadre):
  - 1 terzo posto